# Kanton Blankenburg
Der Kanton Blankenburg bestand von 1807 bis 1813 im Distrikt Blankenburg im Departement der Saale im Königreich Westphalen. Der Kanton wurde durch das Königliche Decret vom 24. Dezember 1807 geschaffen.

## Gemeinden
- Altenbracke
- Blankenburg
- Börnecke
- Hattenstedt
- Heimburg
- Hüttenrode
- Rübeland
- Timmenrode
- Wienrode